# Barndommens Gade (album)
 Der er for få eller ingen kildehenvisninger i denne artikel, hvilket er et problem. Du kan hjælpe ved at angive troværdige kilder til de påstande, som fremføres i artiklen.

|  | For andre betydninger, se Barndommens gade (flertydig). |
Barndommens Gade er et album udgivet i 18. september 1986 af Anne Linnet på pladeselskabet CBS/Columbia.
Albummet blev en stor succes og ikke mindst titelnummeret.
Albummet er - ligesom Linnets første Ditlevsen-album, "Kvindesind" fra 1977 - specielt, idet alle teksterne har forlæg i Tove Ditlevsens digte.
Det er således et konceptalbum, hvoraf Anne Linnet har skrevet musik frit efter nogle af Ditlevsens digte.
Tove Ditlevsen døde i 1976, og nåede således aldrig at opleve Linnets fortolkninger.

## Spor
| Barndommens Gade | Barndommens Gade    | Barndommens Gade | Barndommens Gade | Barndommens Gade | Barndommens Gade | Barndommens Gade | Barndommens Gade | Barndommens Gade | Barndommens Gade |
| #                | Titel               | Længde           |                  |                  |                  |                  |                  |                  |                  |
| ---------------- | ------------------- | ---------------- | ---------------- | ---------------- | ---------------- | ---------------- | ---------------- | ---------------- | ---------------- |
| 1.               | "Barndommens Gade"  | 5:08             |                  |                  |                  |                  |                  |                  |                  |
| 2.               | "Børn"              | 4:57             |                  |                  |                  |                  |                  |                  |                  |
| 3.               | "De Evige Tre"      | 5:30             |                  |                  |                  |                  |                  |                  |                  |
| 4.               | "For Sidste Gang"   | 4:24             |                  |                  |                  |                  |                  |                  |                  |
| 5.               | "Blinkende Lygter"  | 4:08             |                  |                  |                  |                  |                  |                  |                  |
| 6.               | "Erindring"         | 4:04             |                  |                  |                  |                  |                  |                  |                  |
| 7.               | "Mit Hjerte Hamrer" | 3:27             |                  |                  |                  |                  |                  |                  |                  |
| 8.               | "Sang ved sengetid" | 3:04             |                  |                  |                  |                  |                  |                  |                  |
| 9.               | "Sovende Pige"      | 3:57             |                  |                  |                  |                  |                  |                  |                  |
| ?                |                     |                  |                  |                  |                  |                  |                  |                  |                  |

Nr 5.  – optræder i Tove Ditlevsen's digtsamling af samme navn fra 1947.

## Credits
Vokal - Anne Linnet
 
Kor - Anne Linnet, Sanne Salomonsen

Keyboards - Frank Stangerup, Bent Lundgård, Anne Linnet

Guitar - Finn Olafsson

Bas - Moussa Diallo, Jens Jefsen

Trommer/Percussion - Kent Richardt

Desuden medvirker:

Efter "Barndommens gade":

Børnekor - Annette Heick, Evarenée Linnet, Ulla Marslew, Lene Reidel, Jan-Martin Linnet (Chang)

Efter "Sovende pige":

Violiner - John von Daler, Anette Welner

Bratsch - Frederik J. Møller

Cello - Niels Erik Clausen

Strygerarrangement - Holger Laumann

Linn programmering - Flemming Rasmussen

Fairlight programmering - Peter Hansen

Producer – Andy Todd 

Producer vokaler - Anne Linnet 

## Anmeldelser
I et af dagbladene skrev Lars Madsen i en anmeldelse i 1986:

| Citat       | ... Helt anderledes er det med "Barndommens gade", hvor Linnet ... igen har taget fat på Tove Ditlevsen. ... dybt bevægende, påtrængende og ikke til at blive færdig med i sin hudløse ærlighed og dirrende nerve. | Citat |
| Lars Madsen | |       |